# Нарлок, Марсия
Марсия Нарлок (порт. Márcia Narloch; Пустой шаблон {{ВД-Преамбула}} ) — бразильская легкоатлетка, специализировавшаяся на марафонском беге. Участница трёх Олимпийских игр (1992, 1996, 2004). Победительница женского марафона на Панамериканских играх 2003 года. Обладательница действующего рекорда Бразилии на дистанции 25 км (с 1992 года).

## Биография
Марсия Нарлок дебютировала на международной арене в 1989 году, приняв участие в чемпионате мира по шоссейному бегу, который проходил в Рио-де-Жанейро. Уже в следующем году она одержала победу на 25-километровом пробеге (BIG 25) в Берлине. В том же 1990 году Нарлок стала второй на Гамбургском марафоне и пятой — на марафоне в Берлине.
В 1991 году спортсменка заняла второе место как на Лос-Анджелесском марафоне, так и на марафоне Twin Cities. В 1992 году она дебютировала на Олимпийских играх, проходивших в Барселоне, где финишировала на 17-м месте.
9 мая 1992 года Марсия установила национальный рекорд в беге на 25 км, показав время 1:27:43 на соревнованиях в Гранд-Рапидсе (США). Этот рекорд остаётся непобитым до сих пор.
В 1993 году Нарлок пришла четвёртой на Нью-Йоркском марафоне. В 1996 году, заняв 11-е место на Бостонском марафоне, она квалифицировалась на Олимпийские игры в Атланте, где впоследствии финишировала 39-й.
В 2003 году спортсменка установила личный рекорд на марафонской дистанции — 2:29:59 — и заняла шестое место на марафоне в Гамбурге. В том же году она выиграла золотую медаль на Панамериканских играх в Санто-Доминго. На своих третьих Олимпийских играх, проходивших в Афинах в 2004 году, ей не удалось завершить марафонскую дистанцию.
В 2006 году Марсия заняла пятое место на Берлинском марафоне, а в 2007 году завоевала серебряную медаль на Панамериканских играх в Рио-де-Жанейро. Последним её официальным выступлением стал забег на 15 км в Пальмасе (Бразилия) в 2014 году.